# Massa (Marocco)
Massa  (in arabo ماسة‎?) è un centro abitato e comune rurale del Marocco situato nella provincia di Chtouka-Aït Baha, regione di Souss-Massa.
Si trova 55 km a sud di Agadir e 35 km a nord di Tiznit, nel cuore del Parco nazionale Souss-Massa, ricco della sua fauna ornitologica. È attraversato dall'oued Massa, a tre miglia dall'Oceano Atlantico.
Conta una popolazione di 17 579 abitanti (censimento 2014).